# Staré Nechanice
Staré Nechanice (německy Alt Nechanitz) jsou jedna z osmi místních částí města Nechanice v okrese Hradec Králové. Nacházejí se v severozápadním sousedství Nechanic podél silnice vedoucí z Nechanic do Nového Bydžova. Při sčítání lidu roku 2001 měly Staré Nechanice 120 domů a 331 obyvatel. PSČ je 503 15.

## Historie obce
První písemná zmínka o Starých Nechanicích pochází z roku 1228 a je již spojena se zmínkou o městečku Nechanice, se kterým byly Staré Nechanice po celou dobu až do současnosti těsně spjaty a patřily pod stejnou vrchnost.

### Exulanti
V době pobělohorské během slezských válek emigrovaly z náboženských důvodů celé rodiny do pruského Slezska. Dělo se tak pod ochranou vojska pruského krále Fridricha II. Velikého. Hromadnou emigraci nekatolíků zpočátku organizoval Jan Liberda a zprostředkoval ji generál Christoph Wilhelm von Kalckstein. Ze Starých Nechanic prokazatelně odešli:
- Jiřík Jedlička (*20.4.1706 Staré Nechanice – 6.12.1760 Český Rixdorf), z vězení ho osvobodila pruská armáda v roce 1742. Poté ihned emigroval s manželkou Kateřinou a třemi dětmi do Münsterbergu. Tam mu dne 20.6.1742 zemřela jedna dcera. Později se přestěhoval do nově vznikající české kolonie Friedrichův Tábor a patří mezi zakladatele této české obce v (bývalém) pruském Slezsku. V Táboře se mu narodily dcery Dorota (1750) a Lidmila (23.11.1752). Dne 21.7.1755 se celá rodina přestěhovala do Rixdorfu.[3][4]
- Jiří Jedlička, syn (*říjen 1735 Staré Nechanice – 20.11.1760 Rixdorf, svobodný). Oba životopisy jsou uloženy v Rixdorfu, ale byly zveřejněny.[5]

## Památky v obci
- Socha Panny Marie u bývalého mlýna
- Socha sv. Jana Nepomuckého
- Boží muka

## Další fotografie

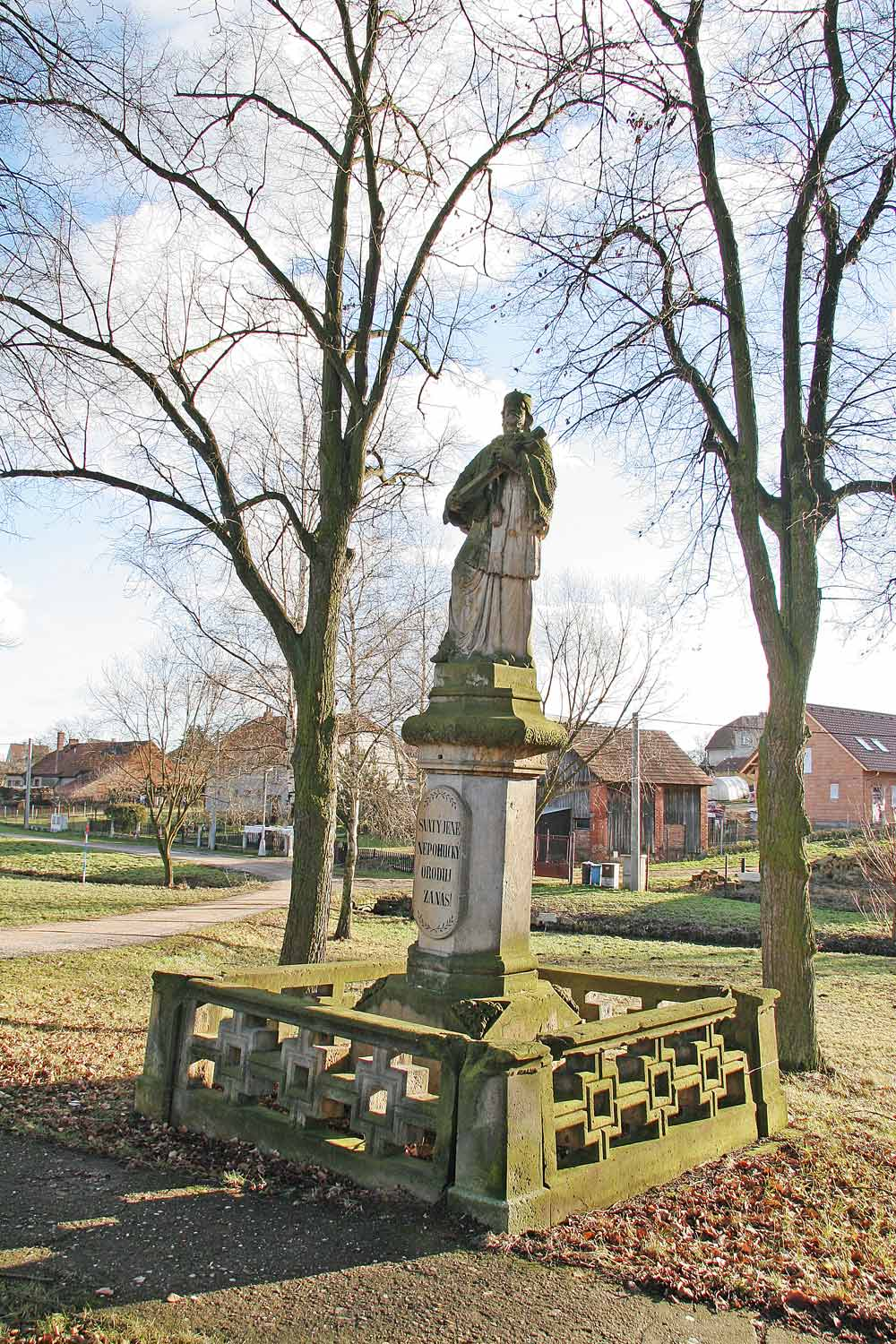
Socha Sv. Jana Nepomuckého ve Starých Nechanicích
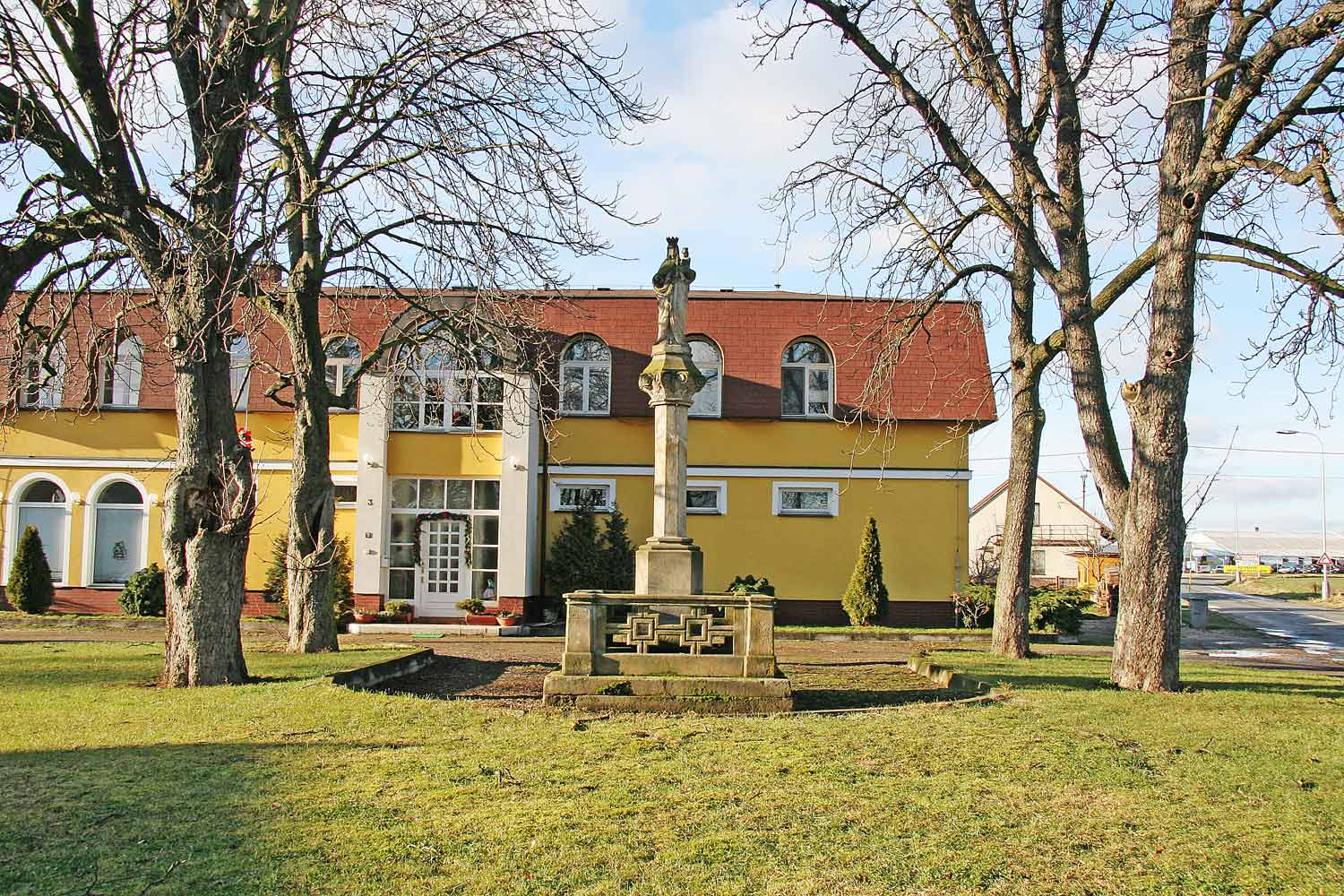
Socha Panny Marie u bývalého mlýna ve Starých Nechanicích